# Asteliàcies
Asteliaceae és una família de plantes amb flors dins l'ordre Asparagales i pertany a les monocotiledòniess.
Aquesta família només recentment s'ha reconegut pels taxonomistes. El sistema APG III de 2009 no la reconeix. La família conté unes 12 espècies distribuïdes per l'hemisferi sud

## Gèneres
Segons el World Checklist of Selected Plant Families (2011) la família conté els següents gèneres:
- Astelia Banks & Sol. ex R.Br.
- Collospermum Skottsb.
- Milligania Hook.f.
- Neoastelia J.B.Williams